# Drzewiak dwupręgi
Drzewiak dwupręgi (Dendrolagus goodfellowi) – gatunek ssaka z podrodziny kangurów (Macropodinae) w obrębie rodziny kangurowatych (Macropodidae), zamieszkujący lasy tropikalne Papui-Nowej Gwinei.

## Taksonomia
Gatunek po raz pierwszy zgodnie z zasadami nazewnictwa binominalnego opisał w 1906 roku brytyjski zoolog Oldfield Thomas nadając mu nazwę Dendrolagus goodfellowi. Miejsce typowe to Owen Stanley Range, w pobliżu Mount Obree, na wysokości 8000 st (Błąd: Zła jednostka konwertowana. Zobacz konwertowane jednostki.), południowo-wschodnia Papua-Nowa Gwinea. Holotyp to samiec (sygnatura BMNH 8.10.10.1) z kolekcji Muzeum Historii Naturalnej w Londynie; okaz typowy zebrany w 1908 roku przez Waltera Goodfellowa. Podgatunek buergersi formalnie opisał w 1912 roku niemiecki zoolog Paul Matschie jako odrębny gatunek i nadając mu nazwę Dendrolagus bürgersi. Miejsce typowe to Mount Hunstein, rzeka Sepik, Papua-Nowa Gwinea. Holotyp to skóra i czaszka dorosłego samca (sygnatura ZMB 22155) z kolekcji Muzeum Historii Naturalnej w Berlinie; okaz typowy zebrany w sierpniu 1912 roku przez Theodora Bürgersa.
Badania oparte na danych genetycznych umieszczają D. goodfellowi w kladzie goodfellowi (sekwencje tylko z podgatunku buergersi). We wcześniejszych opracowaniach uważany za podgatunek D. matschiei, ale przywrócony jako odrębny gatunek w 1990 roku. W niektórych ujęciach taksonomicznych takson D. pulcherrimus jest traktowany jako podgatunek D. goodfellowi, ale dane genetyczne i morfologiczne potwierdzają jego odrębny status gatunkowy. 
Autorzy Illustrated Checklist of the Mammals of the World rozpoznają dwa podgatunków.

### Etymologia
- Dendrolagus: gr. δενδρον dendron ‘drzewo’; λαγως lagōs ‘zając’[10].
- goodfellowi: Walter Goodfellow (1866–1953), brytyjski ornitolog i podróżnik[11].
- buergersi: Theodor Joseph Bürgers (1881–1954), niemiecki higienista, bakteriolog i podróżnik[2].

## Zasięg występowania
Drzewiak dwupręgi występuje w zależności od podgatunku:
- D. goodfellowi goodfellowi – południowa-wschodnia Papua-Nowa Gwinea.
- D. goodfellowi buergersi – Góry Centralne w Papui-Nowej Gwinei.

Introdukowana populacja występuje w zachodniej Nowej Brytanii w Archipelagu Bismarcka.

## Morfologia
Długość ciała (bez ogona) samic 53,5–63,5 cm, samców 50–84,5 cm, długość ogona samic 53,5–63,5 cm, samców 64,5–85,5 cm; masa ciała samic 5,6–8,6 kg, samców 6,7–9,5 kg. Te nadrzewne zwierzęta mają mocne ramiona, stosunkowo krótkie kończyny tylne i długie zakrzywione pazury. Przednie łapy mają 5 palców, tylne - 4. Ogon zwarty, cylindryczny, nie jest chwytny. Korpus smukły, przednie kończyny dłuższe od tylnych, stopy tylnych kończyn są szerokie i raczej krótkie. Sierść krótka, wełnista, barwy kasztanowo-brązowej, czerwonobrązowej lub brunatnej. Na grzbiecie (ozdobionym kłębem futra na środku) znajdują się dwie podłużne pręgi, spód ciała jest bladożółty. Na ogonie znajdują się jasne plamki lub pierścienie. Stopy są żółte. Pysk ma ubarwienie szarobrązowe, szyja i policzki są przeważnie żółte. Uszy zaokrąglone, krótkie. 

## Ekologia
Żyje w głębokich lasach tropikalnych od poziomu morza do wysokości 3000 m n.p.m., na drzewach lub zamkniętych leśnych terenach i górzystych terenach. Są ściśle związane z lasami tropikalnymi.
Drzewiaki dwupręgie żerują w dzień. Ich pożywienie składa się z gałęzi i liści, różnorodnych owoców, a także zbóż z pól położonych na skraju zamieszkiwanych przez nie lasów. Żywią się także kwiatami i trawą (siano), które trawią przy pomocy bakterii żyjących w ich przewodzie pokarmowym.
Zwykle poruszają się małymi skokami podpierając się wszystkimi kończynami. Ogon przeważnie nie dotyka ziemi. Na ziemi są powolne i niezdarne, ale na drzewach są odważne i zwinne. Wspinają się przez obłapianie przednimi kończynami pnia i skacząc tylnymi, silnymi nogami pozwalając przednim kończynom się ślizgać. Mogą wykonywać dalekie skoki w dół z jednego drzewa na drugie i zeskakiwać na ziemię z dużej wysokości bez żadnych obrażeń.
Większość z nich wydaje się być samotnikami. Samice posiadają małe terytoria, podczas gdy samce zajmują obszary o dużo większej powierzchni, które zachodzą na terytoria kilku samic.
Wszystkie samice mają dobrze wykształconą torbę z 4 sutkami. Ciąża trwa 21-38 dni, zazwyczaj rodzą jedno młode. Nieprzewidywalność tempa rozmnażania ma związek z nieregularną zmianą pogody w ich środowisku. Kilka godzin przed porodem matka zaczyna czyścić torbę wylizując ją. W końcu siada z ogonem między nogami i przykuca z zaokrąglonymi plecami. Noworodek wyłania się z kloaki i bez pomocy matki wspina się do torby, gdzie rośnie przez następne 9 do 12 miesięcy. Po opuszczeniu torby zostaje z matką jeszcze przez kilka miesięcy, żywiąc się mlekiem z zarezerwowanego przez siebie sutka.

## Status zagrożenia
W Czerwonej księdze gatunków zagrożonych Międzynarodowej Unii Ochrony Przyrody i Jej Zasobów został zaliczony do kategorii EN (ang. endangered ‘zagrożony’).